# Shulamit Michaeli-Goldberg
Shulamit Michaeli-Goldberg, geboren als Shulamit Michaeli (hebräisch שולמית מיכאלי-גולדברג; * 1955 in Givʿatajim, Israel), ist eine israelische Mikrobiologin und Hochschullehrerin. Sie ist Professorin an der Bar-Ilan-Universität und seit 2017 Vizepräsidentin für Forschung und war zuvor Dekanin der Fakultät für Biowissenschaften der Universität.

## Leben und Werk
Michaeli-Goldberg ist die Tochter von Naomi Michaeli und Michael Michaeli. Ihre Mutter wanderte 1935 aus Galizien in Polen nach Israel ein und war eine der Gründerinnen der Stadt Givʿatajim. Ihr Vater war während des Zweiten Weltkriegs Soldat in der britischen Armee und emigrierte 1939, etwa zwei Monate nach Kriegsausbruch, mit der Jugend-Alijah aus Deutschland.
Michaeli-Goldberg besuchte die Kelai High School in Givatayim und studierte Biologie an der Universität von Tel Aviv. Sie war die erste Doktorandin an der Fakultät für Lebenswissenschaften. Nach ihrer Promotion in Bakteriologie war sie fünf Jahre lang Postdoktorandin an der University of California, Berkeley und der University of California, San Francisco, wo sie die durch Parasiten verursachte Schlafkrankheit untersuchte. Nach ihrer Rückkehr nach Israel war sie Forscherin am Weizmann-Institut für Wissenschaften, bis sie als Professorin an die Bar-Ilan-Universität kam.
Michaeli-Goldberg war dort Dekanin der Fakultät für Lebenswissenschaften und Gründungsdirektorin des Nano-Medicine Center am Bar-Ilan Institute for Nanotechnology and Advanced Materials (Bina). Sie wurde dort 2017 zur Vizepräsidentin für Forschung ernannt.
Sie leitete acht Jahre lang die Abteilung Life Sciences and Medicine der Israel Science Foundation (ISF) und war außerdem Vorsitzende der Israeli Association for Biochemistry and Molecular Biology. Sie nahm an mehreren EU-Konsortien und israelischen Exzellenzforschungszentren (I-Core) teil. Michaeli-Goldberg ist Mitglied vieler nationaler Gremien, einschließlich des Psiphass-Projekts zur Sequenzierung israelischer Bürger. Sie ist auch Mitglied des Technion Krotarion.
Sie ist mit Moshe Goldberg verheiratet, der für das Verteidigungsministerium arbeitet, und sie sind Eltern von drei Kindern.

## Forschungsschwerpunkt Genregulation auf RNA-Ebene
Sie forscht an Trypanosomen, parasitären Protozoen, die der Erreger parasitärer Krankheiten wie Schlafkrankheit, Leishmaniose und Chagas-Krankheit sind, die weltweit Millionen von Menschen betreffen.
Sie untersucht die Struktur und Funktion von RNA-Molekülen, die an der RNA-Verarbeitung des Trans-Spleißens beteiligt sind, das für diese Parasiten einzigartig ist. Sie interessiert sich für die Struktur und Funktion neuartiger nicht-kodierender Antisense-RNAs und den Mechanismus eines neuartigen RNAi-Silencing-Ereignisses, welches in ihrem Labor entdeckt wurde. In ihrem Labor wurde auch ein neuartiger stressinduzierter Mechanismus entdeckt, der die Produktion von mRNA zum Stillstand bringt, indem er das Trans-Spleißen abschafft. Sie untersucht den Mechanismus der Proteinsortierung über das Endoplasmatische Reticulum, insbesondere die Rolle der Signalerkennungspartikel (SR), da sie entdeckte, dass das Trypanosom-Partikel im Gegensatz zu all seinen Homologen in anderen Eukaryoten zwei RNA-Moleküle trägt. Darüber hinaus wird der einzigartige RNA-Qualitätskontrollmechanismus untersucht, der den Gehalt an nicht-kodierenden RNAs reguliert.
In ihrem Labor wird auch das Stummschalten von nuklearer RNA in menschlichen Zellen untersucht und der Einsatz von Nanotechnologie zum Stummschalten von Genen erforscht. Sie entwickelte neue Nano-Medikamente zur Krebsbekämpfung sowie Nano-Antiparasitika. In Zusammenarbeit mit Jean-Paul Lellouche entwickelte sie das erste Nano-Medikament gegen Leishmaniose.
Michaeli-Goldberg hat mehr als hundert Artikel in Fachzeitschriften und Büchern veröffentlicht und eine Reihe wichtiger Technologien patentieren lassen. Sie war die erste Forscherin in Israel, die 10 Jahre lang vom Howard Hughes Medical Institute gefördert wurde.

## Auszeichnungen (Auswahl)
Michaeli-Goldberg hat zahlreiche Auszeichnungen erhalten, darunter den Preis der Israeli Society of Microbiology, sowohl als Nachwuchsforscherin als auch als Senior Researcher.
- Zweimal von der Zeitung Globes zu einer der 40 führenden Frauen in Israel gewählt[4]
- Shilo- und Ulizki-Preise für Mikrobiologie
- Clore-Preis, Weizmann-Institut
- Andre-Lwoff-Preis für Parasitologie der Académie française
- Landau-Preis für Mikrobiologie und für Medizin

## Veröffentlichungen (Auswahl)
- mit Eliora Z. Ron: Gene transfer between Escherichia coli and Enterobacter aerogenes. Molecular and General Genetics MGG volume 190, S. 179–181, 1983.